# セサル・サンチェス・ドミンゲス
セサル・サンチェス・ドミンゲス（César Sánchez Domínguez、1971年9月2日 - ）は、スペイン・エストレマドゥーラ州カセレス出身の元サッカー選手。元スペイン代表である。ポジションはゴールキーパー。

## 経歴

### クラブ

#### バリャドリード
エストレマドゥーラ州・カセレス県・カセレスに生まれたが、レアル・バリャドリードの下部組織で育った。1991-92シーズンのFCバルセロナ戦でトップチームデビューし、その試合で6-0の完封勝利を飾った。その後レギュラーに定着し、1995年から2000年までの間のリーグ戦では4試合しか欠場していない。1999-2000シーズンはFW城彰二と一緒にプレーした。

#### レアル・マドリード
2000年7月1日、アルバノ・ビサーリと入れ替わりでレアル・マドリードに移籍した。元ドイツ代表のボド・イルクナーから定位置を奪ったイケル・カシージャスとポジションを争い、2001-02シーズン終盤にはレギュラーに定着。UEFAチャンピオンズリーグでは5試合に先発出場し、決勝のバイエル・レバークーゼン戦でもスターティングイレブンに名を連ねたが、後半途中に負傷してカシージャスと交代。ファインセーブを連発したカシージャスはヒーローとなった。その後行われた日韓W杯でもサンティアゴ・カニサレスの負傷により出番を得たカシージャスが活躍。それ以降カシージャスがレギュラーに定着し、セサルの出場機会は激減した。

#### サラゴサ
2005年7月1日、レアル・サラゴサに移籍し、3シーズンに渡ってレギュラーとしてプレーした。2006-07シーズンは6位に押し上げたものの、2007-08シーズンのサラゴサは下位に低迷して、セグンダ・ディビシオン（2部）降格が決定し、2008年夏に就任したマルセリーノ・ガルシア・トラル監督はセサルをBチームに降格させた。

#### トッテナム
2008年8月12日、同胞のファンデ・ラモス監督が率いるイングランドのトッテナム・ホットスパーFCに移籍し。オランダのPSVから同じく新加入のゴメスの控えとして期待された。11月11日、カーリングカップのリヴァプールFC戦で最初にして唯一の出場機会が訪れた。試合中にゴメスが負傷すると、急遽交代してプレーして4-2の勝利を飾った。

#### バレンシア
2009年1月20日、フリートランスファーでバレンシアCFと半年間の契約を結んだ。バレンシアは2008年末にティモ・ヒルデブラントが退団し、さらに1月19日のアスレティック・ビルバオ戦(2-3)にてレナンを負傷交代で失っており、代替選手の獲得を急務としていた。1月21日のカーリングカップ・バーンリーFC戦ではトッテナムの招集メンバーに入ったが、1月23日にトッテナムは双方合意の上でセサルと契約解除することを発表した。2月1日のUDアルメリア戦でデビューし、レナンが怪我から復帰してもレギュラーの座を守り続けた。2008-09シーズン後半戦に活躍を見せたため、シーズン終了後に契約を1年間延長した。7月1日にRCDマジョルカからミゲル・アンヘル・モジャが加入。開幕スタメンはモジャに譲り序盤は控えという位置づけだったが、モジャが不安定なプレーを連発したために再びレギュラーとなった。この年はリーグ戦30試合に出場。ラシン・サンタンデール戦(1-0)、FCバルセロナ戦(0-0)、UDアルメリア戦(3-0)、マラガCF戦(1-0)と4試合連続完封を記録し、3位でのUEFAチャンピオンズリーグ出場権獲得に貢献したため、シーズン終了後に再び契約を1年間延長した。2011年4月2日、39歳212日でヘタフェCF戦(4-2)に出場し、リーガ・エスパニョーラのゴールキーパーとしての最年長出場記録を更新した。2010-11シーズンはリーグ戦15試合に出場したが、終盤は故障もあってレクレアティーボ・ウェルバへのレンタルで経験を積んで復帰した生え抜きのビセンテ・グアイタにレギュラーの座を奪われた。6月4日にはUDアルメリアからジエゴ・アウヴェスが加入し、さらにグアイタとの契約を延長したため、セサルは余剰戦力となった。

#### ビジャレアル
2011年6月2日、バレンシアと同じバレンシア州のクラブであるビジャレアルCFと1年契約を結んだ。正GKディエゴ・ロペス・ロドリゲスの控えとして位置づけられていたが、9月10日に行われた第3節のセビージャFC戦でロペスが退場処分を受けたため途中出場し、これがビジャレアルでのデビュー戦となった。第4節のグラナダCF戦に出場して以降は出場機会がなくチームも低迷し最終節のアトレティコ・マドリード戦に敗れて18位に終わり、降格が決定。シーズン終了後に現役引退を表明した。

### 代表
2000年8月16日、ハノーファーで行われたドイツとの親善試合(4-1)でスペイン代表デビューした。それ以来は代表での出場はない。

## タイトル
- レアル・マドリード
  - リーガ・エスパニョーラ: 2000-2001, 2002-2003
  - スーペルコパ・デ・エスパーニャ: 2001, 2003
  - UEFAチャンピオンズリーグ: 2001–2002
  - UEFAスーパーカップ: 2002
  - インターコンチネンタルカップ: 2002